# 幸崎町
幸崎町（さいざきちょう）は、広島県豊田郡に属した町（地方自治体）。旧名佐江崎（さえざき）。
中世には浦郷に属しており、久津城や丸山城など、浦氏にちなんだ史跡がいくつか存在する。古くから漁業で有名であり、日本書紀にも記述が見られ、瀬戸内海漁業発祥の地とも言われている。かつては家船にて水上生活をした漁民の根拠地であり、平家の落ち武者の末裔であるという伝承もある。
現在、町内最大の企業である今治造船広島工場の従業員が人口の少なくない部分を占め、ブラジル、インドネシアなどの外国から出稼ぎに来た人たちも多数居住している。

## 地理

### 区分
- 能地（のうじ）
  - 本町（ほんまち）
  - 宇和島（うわしま）
  - 本能地（ほんのうじ）
  - 久津（ひさつ）
  - 平原（へいばら）
  - 行乗（ゆきのり）
  - 相川（あいかわ）
  - 馬地（うまじ）
  - 後路（うしろ）
- 久和喜（くわき）
- 渡瀬（わたせ）

### 河川
- 畑岡川

### 山
- 丸山
- 深山（「みやま」と読む。山頂付近に幸崎神社がある）

## 沿革
- 1889年（明治22年）4月1日 - 町村制施行により豊田郡能地村、渡瀬村が合併し、佐江崎村（さえざきそん）が発足。
- 1903年（明治36年）1月1日 - 豊田郡田野浦村の久和喜地域を編入。
- 1929年（昭和4年）1月1日 - 佐江崎村が町制施行し幸崎町に改称。
- 1956年（昭和31年）9月30日 - 三原市に編入して消滅。

## 警察
- 三原警察署幸崎駐在所

## 企業
- 今治造船（広島工場）
- 幸崎タクシー

## 交通

### 鉄道
- 西日本旅客鉄道
- 呉線 - 安芸幸崎駅

### 道路
- 一般国道
  - 国道185号
- 一般県道
  - 広島県道210号安芸幸崎停車場線

## 教育
- 幸崎町立幸崎幼稚園
- 幸崎町立幸崎小学校
- 幸崎町立幸崎中学校

現在、上記の3つは三原市立となっている。

## 名所・旧跡・観光
- 能地春祭り…ふとんだんじりが有名。
- 南山資料館…彫金家、清水南山の資料館。
- 有竜島…天然記念物であるナメクジウオの生息地。かつては砂州で対岸と繋がっていた。
- 丸山城…浦善行の築城による山城。
- 久津城…浦氏の根拠地とされる。

## 出身有名人
- 清水南山（彫金家、東京美術学校（現在の東京藝術大学）教授）
- 新宅雅也（マラソン選手、ソウルオリンピックに出場）

## その他
郵便番号は以下の通りとなっている。郵便局は幸崎郵便局（幸崎町能地）。
- 久和喜：729-2251
- 能地：729-2252
- 渡瀬：729-2253